# Аркас, Николай Николаевич (третий)
Николай Николаевич Аркас (1898—1980) — украинский историк и филолог, доктор философии.

Внук Н. Н. Аркаса.

## Биография
Родился в 1898 году в Николаеве, Российская империя.
Получил домашнее образование.
В 1918 году вступил в пехотный полк армии УНР. После контузии закончил военную службу.
В 1919 году эмигрировал в Турцию, через год — в Чехословакию (Ржевнице), где прожил почти 30 лет.
Обучался в Праге, освоил старогреческий и новогреческий языки, глубоко изучил античную литературу и историю.
В поисках работы переехал во Францию (1949), потом — в США (1958).
В 1963 году вышел на пенсию и вернулся к творческому труду.
Умер в 1980 году в Нью-Йорке (по другим данным — в 1983 году).

## Труды
Сохранились сборники стихов Аркаса за 1928—1932 годы.
Осуществил первый в новейшей украинской литературе полный перевод «Илиады». Перевёл «Слово о полку Игореве», изданного посмертно под названием укр. «З родинної хроніки. Поезії. Дума про похід на половців Новгород-Сіверського князя Ігоря Святославовича у 1185 р.» (Николаев, 1993).
Создал украинско-чешский словарь.
В 1963 году опубликовал на английском языке биографию своей семьи.